# 1985
1985 (MCMLXXXV) a fost un an obișnuit al calendarului gregorian, care a început într-o zi de marți.  A fost desemnat Anul Internațional al Tinerilor de către ONU.

## Evenimente

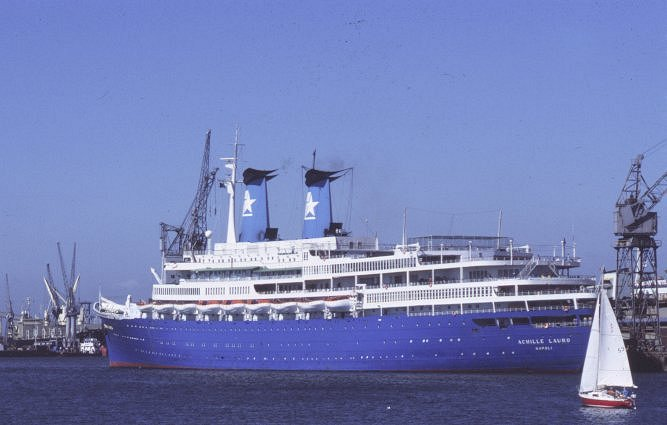
7 octombrie: Vasul Achille Lauro este deturnat.

### Ianuarie
- 1 ianuarie: Italia preia Președinția Consiliului Comunităților Europene. Este pus în circulație primul pașaport european în cele mai multe din țările membre.
- 20 ianuarie: Președintele american, Ronald Reagan, depune jurământul pentru al doilea mandat.

### Februarie
- 1 februarie: Groenlanda părăsește Comunitatea Europeană, dar rămâne asociată ei sub forma unui "teritoriu de peste mări".

### Martie
- 11 martie: Mihail Gorbaciov devine Secretar General al Partidului Comunist Sovietic și de facto lider al Uniunii Sovietice.
- 16 martie: Jurnalistul american, Terry Anderson, a fost răpit de teroriști la Beirut, Liban și a fost eliberat pe 4 decembrie 1991, după 2.454 de zile petrecute în captivitate.

### Aprilie
- 15 aprilie: Africa de Sud abrogă interzicerea căsătoriilor interasiale.

### Mai
- 25 mai: Republica Bangladesh a fost lovită de un ciclon tropical, în urma căruia au murit aproximativ 10.000 de oameni.
- 29 mai: Dezastrul de la stadionul Heysel din Bruxelles. Au decedat 39 de microbiști și sute au fost răniți în timpul unui meci din Liga Campionilor UEFA.

### Iunie
- 15 iunie: A avut loc, la Ploiești, ultimul spectacol al Cenaclului Flacăra, interzis de către autoritățile comuniste.

### Iulie
- 1 iulie: Luxemburgul preia Președinția Consiliului Comunităților Europene.
- 7 iulie: Jucătorul de tenis german, Boris Becker, câștigă finala masculină a Wimbledonului; este cel mai tânăr câștigător la 17 ani și 7 luni.

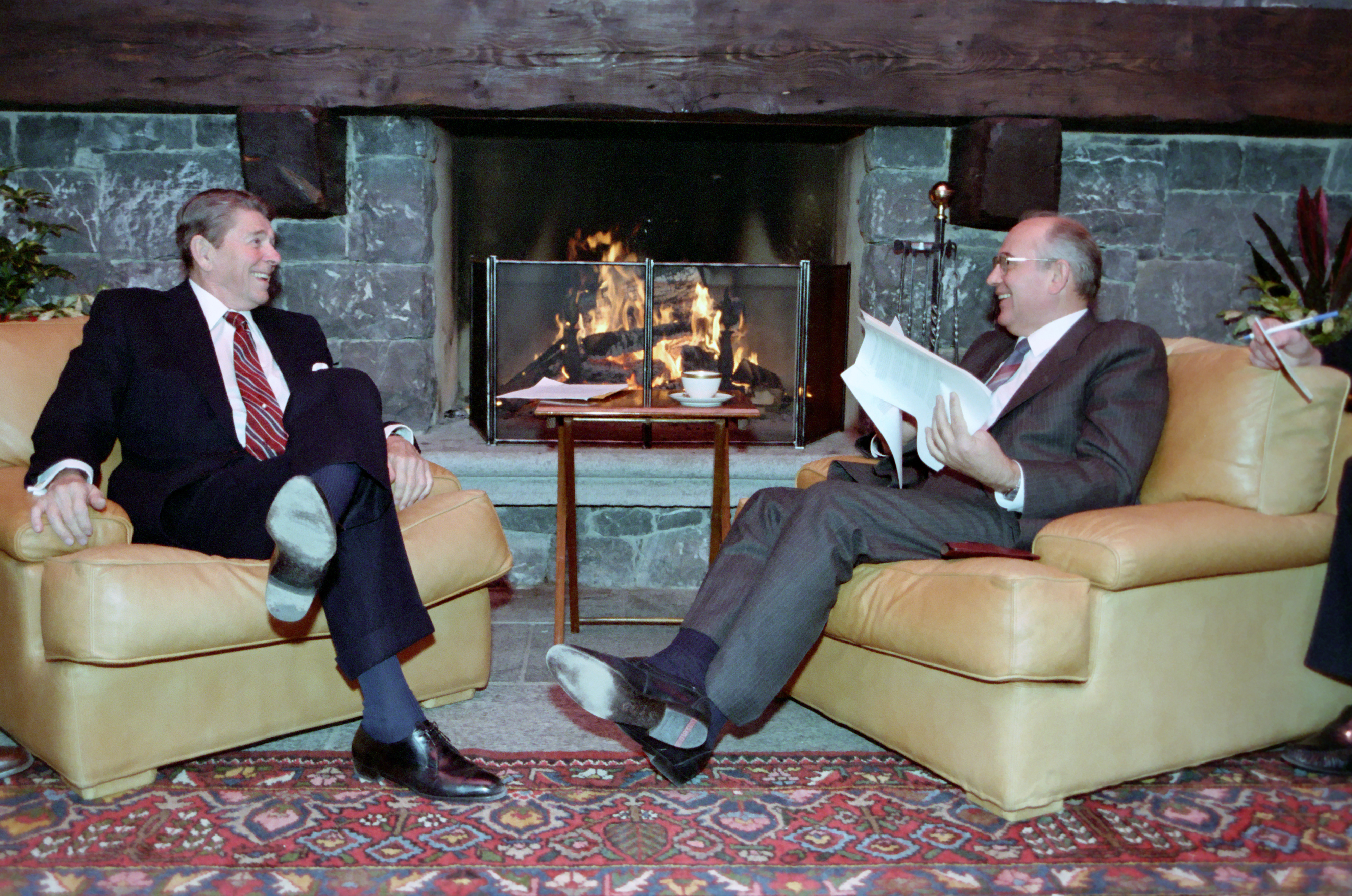
19 noiembrie: Întâlnire Reagan - Gorbaciov.

- 13 iulie: A avut loc (simultan la Londra și Philadelphia) celebrul concert Live Aid, organizat de Bob Geldof.

### Septembrie
- 19 septembrie: Un cutremur cu magnitudinea de 8,1 grade pe scara Richter lovește orașul Mexico. Peste 9.000 de oameni au decedat, 30.000 au fost răniți și 95.000 au rămas fără locuință.

### Octombrie
- 7 octombrie: A fost deturnată nava italiană "Achille Lauro" aflată în croazieră pe Marea Mediterană cu peste 400 persoane la bord, de membrii organizației "Frontul pentru Eliberarea Palestinei".
- 19 octombrie: Alain Prost își câștigă primul titlu mondial în Formula 1.

### Noiembrie
- 19 noiembrie: Războiul Rece: La Geneva, președintele Statelor Unite ale Americii, Ronald Reagan, și liderul Uniunii Sovietice, Mihail Gorbaciov, se întâlnesc pentru prima dată.
- 20 noiembrie: Primul sistem Microsoft Windows (versiunea 1.01) a fost disponibil pe piață pentru cumpărare.

### Nedatate
- Pelicula Out of Africa obține Oscarul pentru cel mai bun film.

## Nașteri

### Ianuarie
- 1 ianuarie: Rafael Bastos, fotbalist brazilian
- 1 ianuarie: Ibrahima Sory Camara, fotbalist francez
- 2 ianuarie: Alexandru-Ioan Andrei, politician român
- 2 ianuarie: Liana Ungur, jucătoare română de tenis
- 2 ianuarie: Ivan Dodig, jucător croat de tenis
- 3 ianuarie: Asa Akira, actriță pornografică americană
- 4 ianuarie: Gökhan Gönül, fotbalist turc
- 4 ianuarie: Kari Aalvik Grimsbø, handbalistă norvegiană
- 4 ianuarie: Alfred-Robert Simonis, politician român
- 5 ianuarie: Victor Bulat, fotbalist din R. Moldova
- 5 ianuarie: Tyler James (Kenneth Tyler James), cantautor britanic
- 5 ianuarie: Sînziana Bucura Nicola, actriță română
- 7 ianuarie: Lewis Hamilton, pilot britanic de Formula 1
- 7 ianuarie: Luminița-Maria Jivan, politician român
- 7 ianuarie: Bănel Nicoliță, fotbalist român
- 8 ianuarie: Ademar Xavier (Ademar Aparecido Xavier Júnior), fotbalist brazilian
- 9 ianuarie: Juanfran Torres (Juan Francisco Torres Belén), fotbalist spaniol
- 9 ianuarie: Juanfran, fotbalist spaniol
- 11 ianuarie: Kazuki Nakajima, pilot japonez de Formula 1
- 12 ianuarie: Baek Min Hyun, actor sud-coreean
- 12 ianuarie: Artem Milevski, fotbalist ucrainean (atacant)
- 13 ianuarie: Renal Ganeev, scrimer rus
- 14 ianuarie: Daniel Marin, fotbalist român
- 16 ianuarie: Pablo Zabaleta (Pablo Javier Zabaleta Girod), fotbalist argentinian
- 16 ianuarie: Ghintaras Janusevicius, pianist lituanian
- 17 ianuarie: Karolina Kudłacz, handbalistă poloneză
- 17 ianuarie: Simone Simons, cântăreață neerlandeză
- 18 ianuarie: Riccardo Montolivo, fotbalist italian
- 19 ianuarie: Horia Tecău, jucător român de tenis
- 19 ianuarie: Duško Tošić, fotbalist sârb
- 21 ianuarie: Vitalie Plămădeală, fotbalist din R. Moldova
- 22 ianuarie: Hristo Zlatinski (Hristo Evtimov Zlatinski), fotbalist bulgar
- 24 ianuarie: Benjamin Adekunle Miron Adegbuyi, luptător K1 român, de etnie nigeriană
- 24 ianuarie: Ghergana Koceanova, model bulgară (d. 2023)
- 25 ianuarie: Valentin Calafeteanu (Valentin Nicolae Calafeteanu), rugbist român
- 25 ianuarie: Tina Karol, cântăreață ucraineană
- 25 ianuarie: Adrian Ungur, jucător român de tenis
- 25 ianuarie: Valentin Niculae Calafeteanu, rugbist român
- 26 ianuarie: Florin Mergea, jucător român de tenis
- 28 ianuarie: Andrian Negai, fotbalist din R. Moldova (portar)
- 28 ianuarie: Eduardo Aranda, fotbalist paraguayan
- 29 ianuarie: Raul Costin (Raul Rǎzvan Costin), fotbalist român
- 29 ianuarie: Gladstone Pereira (Gladstone Pereira della Valentina), fotbalist brazilian
- 30 ianuarie: Tomás Costa, fotbalist argentinian
- 30 ianuarie: Yuuri Morishita, actriță japoneză
- 31 ianuarie: Kalomoira (Marie Carol Saranti), cântăreață americană
- 31 ianuarie: Novak Martinović, fotbalist sârb

### Februarie

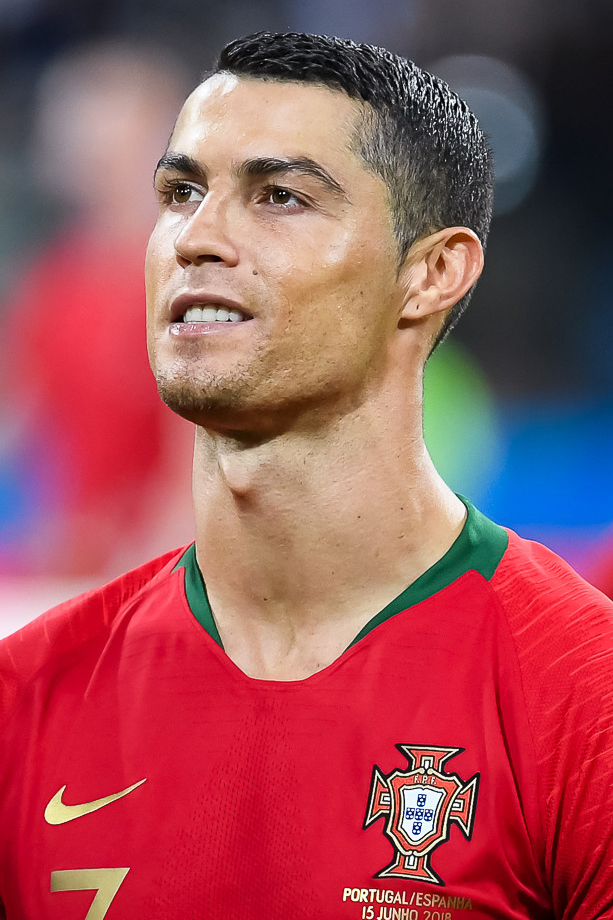
Cristiano Ronaldo, fotbalist portughez
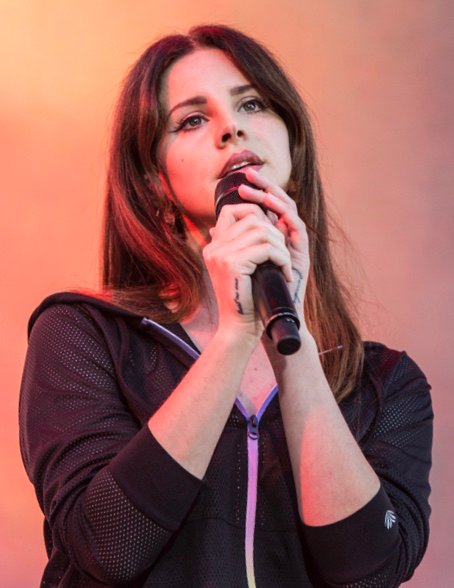
Lana Del Rey, cântăreață și compozitoare americană

- 2 februarie: Valentin Giorgian Bușcă, fotbalist român
- 3 februarie: Sara Carbonero, jurnalistă spaniolă
- 3 februarie: Andrei Vițelaru, fotbalist român
- 5 februarie: Cristiano Ronaldo (Cristiano Ronaldo dos Santos Aveiro), fotbalist portughez (atacant)
- 5 februarie: Jamie Brewer, actriță americană
- 6 februarie: Olberdam (Olberdam de Oliveira Serra), fotbalist brazilian
- 8 februarie: Habib-Jean Baldé, fotbalist francez
- 8 februarie: Jaba Dvali, fotbalist georgian (atacant)
- 9 februarie: David Gallagher (David Lee Gallagher), actor american
- 10 februarie: Cosmin Frăsinescu (Cosmin Valentin Frăsinescu), fotbalist român
- 11 februarie: Andrei Daniel Marinescu, fotbalist român (portar)
- 12 februarie: Andrei Octavian Bădescu, fotbalist român (portar)
- 14 februarie: Havana Brown, muziciană australiană
- 14 februarie: Philippe Sylvain Senderos, fotbalist elvețian
- 16 februarie: Ron Peter Vlaar, fotbalist din Țările de Jos
- 17 februarie: Iulian Mamele, fotbalist român
- 18 februarie: Drissa Diakité, fotbalist malian
- 18 februarie: Anton Julian Ferdinand, fotbalist britanic
- 19 februarie: Sławomir Konrad Peszko, fotbalist polonez
- 20 februarie: Charlie Kimball, pilot american Formula IndyCar
- 20 februarie: Andrei Sorin Popescu, fotbalist român (portar)
- 21 februarie: Georgios Samaras, fotbalist grec (atacant)
- 22 februarie: Vlad Gheorghe, politician român
- 25 februarie: Iulian Șerban, paracanoist român (d. 2021)
- 26 februarie: Fernando Llorente (Fernando Javier Llorente Torres), fotbalist spaniol (atacant)
- 27 februarie: Otman Bakkal, fotbalist din Țările de Jos
- 27 februarie: Thiago Neves, fotbalist brazilian
- 28 februarie: Diego Ribas da Cunha, fotbalist brazilian
- 28 februarie: Jelena Janković, jucătoare sârbă de tenis

### Martie
- 1 martie: Tha'er Bawab (Tha'er Fayed Al Bawab), fotbalist spaniol
- 1 martie: Mugurel Dedu, fotbalist român
- 1 martie: Andreas Ottl, fotbalist german
- 3 martie: Mariel Zagunis, scrimeră americană
- 6 martie: Remus-Gabriel Mihalcea, politician român
- 7 martie: Vadim Crăvcescu, fotbalist român
- 7 martie: Csaba Gal, rugbist român
- 9 martie: Pastor Rafael Maldonado Motta, pilot venezuelean de Formula 1
- 10 martie: Lassana Diarra, fotbalist francez
- 11 martie: Ines Khouildi, handbalistă tunisiană
- 11 martie: Hakuhō Shō, sportiv mongol (sumo)
- 13 martie: Alla Șeiko, handbalistă ucraineană
- 14 martie: Kellan Lutz, actor american de film
- 15 martie: Corina Indrei, scrimeră română
- 15 martie: Mihai Popescu, handbalist român
- 17 martie: Iulia Biriukova, scrimeră rusă
- 17 martie: Marian Cristescu, fotbalist român
- 17 martie: Paul Ipate, actor român
- 19 martie: Christine Guldbrandsen, cântăreață norvegiană
- 19 martie: Gabriella Juhász, handbalistă maghiară
- 20 martie: Wilfried Benjamin Balima, fotbalist din Burkina Faso
- 20 martie: Ovidiu Vezan, fotbalist român
- 20 martie: Polina Zherebtsova, scriitoare rusă
- 21 martie: Sonequa Martin-Green, actriță americană
- 23 martie: Marina Dmitrović, handbalistă sârbă
- 23 martie: Ilie Iordache, fotbalist român
- 23 martie: Bethanie Mattek-Sands, jucătoare americană de tenis
- 24 martie: Nicolae Mitea, fotbalist român
- 25 martie: George Hora, compozitor român
- 26 martie: Anatolie Boeștean, fotbalist din R. Moldova
- 26 martie: Ovidiu Herea, fotbalist român
- 26 martie: Keira Christina Knightley, actriță britanică
- 26 martie: Stéphane Séjourné, politician francez
- 27 martie: Pavol Farkaš, fotbalist slovac
- 27 martie: Danny Vukovic, fotbalist australian
- 28 martie: Steve Mandanda, fotbalist francez
- 28 martie: Stanislas Wawrinka, jucător elvețian de tenis

### Aprilie
- 1 aprilie: Principele Nicolae al României (n.  Nicolae de Roumanie Medforth-Mills), nepotul fostului rege Mihai I al României
- 1 aprilie: Nicolae de Roumanie Medforth-Mills, nepotul fostului rege Mihai I al României
- 3 aprilie: Jari-Matti Latvala, pilot finlandez de raliuri WRC
- 4 aprilie: Dudi Sela, jucător israelian de tenis
- 8 aprilie: Radu-Dinel Miruță, politician român
- 9 aprilie: Tim Bendzko, muzician german
- 9 aprilie: Antonio Nocerino, fotbalist italian
- 9 aprilie: Radu Panait, politician român
- 10 aprilie: Jesús Gámez (Jesús Gámez Duarte), fotbalist spaniol
- 10 aprilie: Dmitri Righin, scrimer rus
- 11 aprilie: Yohei Toyoda, fotbalist japonez
- 12 aprilie: Simona Gherman, scrimeră română
- 13 aprilie: József Lörincz, fotbalist român de etnie maghiară
- 16 aprilie: Katerína Stikoúdi, cântăreață greacă
- 17 aprilie: Takuya Honda, fotbalist japonez
- 17 aprilie: Luke Mitchell, actor australian
- 17 aprilie: Jo-Wilfried Tsonga, jucător francez de tenis
- 18 aprilie: Łukasz Fabiański, fotbalist polonez
- 18 aprilie: Oana Andreea Manea, fotbalistă română
- 18 aprilie: Thepchaiya Un-Nooh, jucător thailandez de snooker
- 18 aprilie: Marius-Gheorghe Toanchină, politician român
- 19 aprilie: Valon Behrami, fotbalist elvețian
- 20 aprilie: Billy Magnussen (William Gregory Magnussen), actor american
- 20 aprilie: Nina Žižić, cântăreață muntenegreană
- 21 aprilie: Spike (n. Paul Mărăcine), rapper român
- 21 aprilie: Paul Mărăcine, rapper român
- 22 aprilie: Roxana Ionescu, actriță și om de televiziune română
- 24 aprilie: Alexandru Bourceanu, fotbalist român
- 25 aprilie: Ghenadie Moșneaga, fotbalist din R. Moldova
- 26 aprilie: Viorel Ferfelea, fotbalist român
- 26 aprilie: John Isner (Jonathan Robert Isner), jucător american de tenis
- 27 aprilie: Rafael Wellington (Rafael Wellington Pérez), fotbalist spaniol
- 27 aprilie: Horacio Zeballos, jucător argentinian de tenis
- 28 aprilie: Maria Faassen (n. Maria Putina) fiica lui V. Putin
- 29 aprilie: Claudiu Tudor (Claudiu Ionuț Tudor), fotbalist român
- 30 aprilie: Gal Gadot, actriță și model israelian

### Mai
- 2 mai: Fabien Farnolle, fotbalist beninez
- 2 mai: Marius Pena, fotbalist român
- 3 mai: Ezequiel Lavezzi, fotbalist argentinian
- 3 mai: Gabriela-Maria Podașcă, politiciană română
- 4 mai: Jme (Jamie Adenuga), rapper britanic
- 4 mai: Fernando Luiz Roza, fotbalist brazilian
- 5 mai: Claudiu Năsui, politician român
- 5 mai: Bruno Simão, fotbalist portughez
- 5 mai: Claudiu Năsui, politician român
- 6 mai: Chris Paul, baschetbalist american
- 7 mai: J Balvin (José Álvaro Osorio Balvin), cântăreț columbian
- 7 mai: Laurențiu Rus, fotbalist român
- 8 mai: Ștefan Lupu, actor român de film și teatru, dansator
- 8 mai: Silvia Stroescu, sportivă română (gimnastică artistică)
- 8 mai: Denis Zmeu, fotbalist din R. Moldova
- 9 mai: Jonatan Berg, fotbalist suedez
- 9 mai: Carmen Cartaș, handbalistă română
- 9 mai: Vasile Gheorghe, fotbalist român
- 10 mai: Calvin Tolmbaye, fotbalist român
- 10 mai: Odette Annable, actriță americană
- 13 mai: Spase Dilevski, fotbalist australian
- 14 mai: Ina Mihalache, actriță canadiană
- 14 mai: Zack Ryder (Matthew Joseph Cardona Jr.), wrestler american
- 15 mai: Marius Berbecar, sportiv român (gimnastică artistică)
- 16 mai: Florin Costea (Florin Constantin Costea), fotbalist român
- 17 mai: Teófilo Gutiérrez, fotbalist columbian
- 17 mai: Greg Van Avermaet, ciclist belgian
- 18 mai: Dalma Kovács, cântăreață română
- 20 mai: Christopher Froome, ciclist britanic
- 20 mai: André Leão, fotbalist portughez
- 20 mai: Miroslav Manolov, fotbalist bulgar
- 20 mai: Gora Tall, fotbalist senegalez
- 21 mai: Mutya Buena (Rosa Isabel Mutya Buena), muziciană britanică
- 21 mai: Camille Ayglon, handbalistă franceză
- 21 mai: Galena (Galina Viceva Ghenceva), cântăreață bulgară
- 21 mai: Dušan Kuciak, fotbalist slovac
- 21 mai: Lucie Hradecká, jucătoare cehă de tenis
- 21 mai: Galena, cântăreață bulgară
- 22 mai: Tranquillo Barnetta, fotbalist elvețian
- 22 mai: Fernando Rufino, atlet paralimpic brazilian
- 23 mai: Sebastián Fernández, fotbalist uruguayan
- 23 mai: Heidi Range (Heidi India Range), muziciană britanică
- 24 mai: Juan Carlos Toja, fotbalist columbian
- 25 mai: Demba Ba, fotbalist senegalez
- 25 mai: Roman Reigns (n. Leati Joseph Anoa'i), wrestler și actor american
- 26 mai: Simeon Bulgaru, fotbalist din R. Moldova
- 27 mai: Roberto Soldado (Roberto Soldado Rillo), fotbalist spaniol
- 28 mai: Richárd Osváth, scrimer maghiar
- 29 mai: Hernanes (Anderson Hernandes de  Carvalho Viana Lima), fotbalist brazilian

### Iunie
- 1 iunie: Alina l'Ami, jucătoare de șah română
- 1 iunie: Shuto Yamamoto, fotbalist japonez
- 2 iunie: Petrit Çeku, muzician albanez
- 3 iunie: Papiss Cissé, fotbalist senegalez
- 3 iunie: Łukasz Piszczek, fotbalist polonez
- 4 iunie: Leon Botha, artist sud-african (d. 2011)
- 4 iunie: Lukas Podolski, fotbalist german
- 5 iunie: Rubén de la Red, fotbalist spaniol
- 6 iunie: Sota Hirayama, fotbalist japonez
- 6 iunie: Sebastian Larsson, fotbalist suedez
- 6 iunie: Drew McIntyre, wrestler britanic
- 6 iunie: Ian McNabb, arbitru nord-irlandez de fotbal
- 7 iunie: Damien Boudjemaa, fotbalist francez
- 7 iunie: Mihaela și Gabriela Modorcea, cântărețe române (Indiggo)
- 7 iunie: Kenny Cunningham, fotbalist costarican
- 8 iunie: Sofia Velikaia, scrimeră rusă
- 9 iunie: Paula Todoran, atletă română
- 10 iunie: Kaia Kanepi, jucătoare estoniană de tenis
- 10 iunie: Vasilis Torosidis, fotbalist grec
- 10 iunie: Adrian Voiculeț, fotbalist român
- 11 iunie: Mitică-Marius Mărgărit, politician român
- 11 iunie: Ives (Ives Antero De Souza), fotbalist brazilian
- 11 iunie: Blaže Todorovski, fotbalist macedonean
- 12 iunie: Dave Franco, actor american
- 13 iunie: Gérson Magrão (Gérson Alencar Lima Jr.), fotbalist brazilian
- 14 iunie: Alexa (Alexandra Ana-Maria Niculae), cântăreață română
- 15 iunie: Nadine Coyle (Nadine Elizabeth Louise Coyle), muziciană irlandeză
- 16 iunie: Cristina Buccino, fotomodel italian
- 16 iunie: Seydou Doumbia, fotbalist ivorian
- 16 iunie: Joël Dicker, scriitor elvețian de limbă franceză
- 17 iunie: Marcos Baghdatis, jucător cipriot de tenis
- 18 iunie: Alex Hirsch (Alexander Robert Hirsch), storyboard american, producer, voice actor
- 18 iunie: Sebastian-Ioan Burduja, politician român
- 19 iunie: Chikashi Masuda, fotbalist japonez
- 21 iunie: Kazuhiko Chiba, fotbalist japonez
- 21 iunie: Lana Del Rey (n. Elizabeth Woolridge Grant), cântăreață și compozitoare americană
- 24 iunie: Diego Alves (Diego Alves-Carreira), fotbalist brazilian (portar)
- 25 iunie: Piotr Celeban, fotbalist polonez
- 25 iunie: Lucian Chețan, fotbalist român
- 25 iunie: Ștefan-Ovidiu Popa, politician român
- 26 iunie: Cristian Bud, fotbalist român
- 26 iunie: Ana Ularu, actriță română
- 27 iunie: Renzo Agresta, scrimer brazilian
- 27 iunie: Svetlana Kuznețova, jucătoare rusă de tenis
- 27 iunie: Vlatko Lozanoski, cântăreț macedonean
- 28 iunie: Ovidiu Stoianof, fotbalist român
- 28 iunie: Liasan Utiașeva, sportivă rusă (gimnastică ritmică)
- 29 iunie: Szabolcs Székely, fotbalist român
- 30 iunie: Michael Phelps, înotător american
- 30 iunie: Pintassilgo, fotbalist portughez
- 30 iunie: Sorin Rădoi, fotbalist român
- 30 iunie: Cody Rhodes (Cody Garrett Runnels), wrestler american

### Iulie

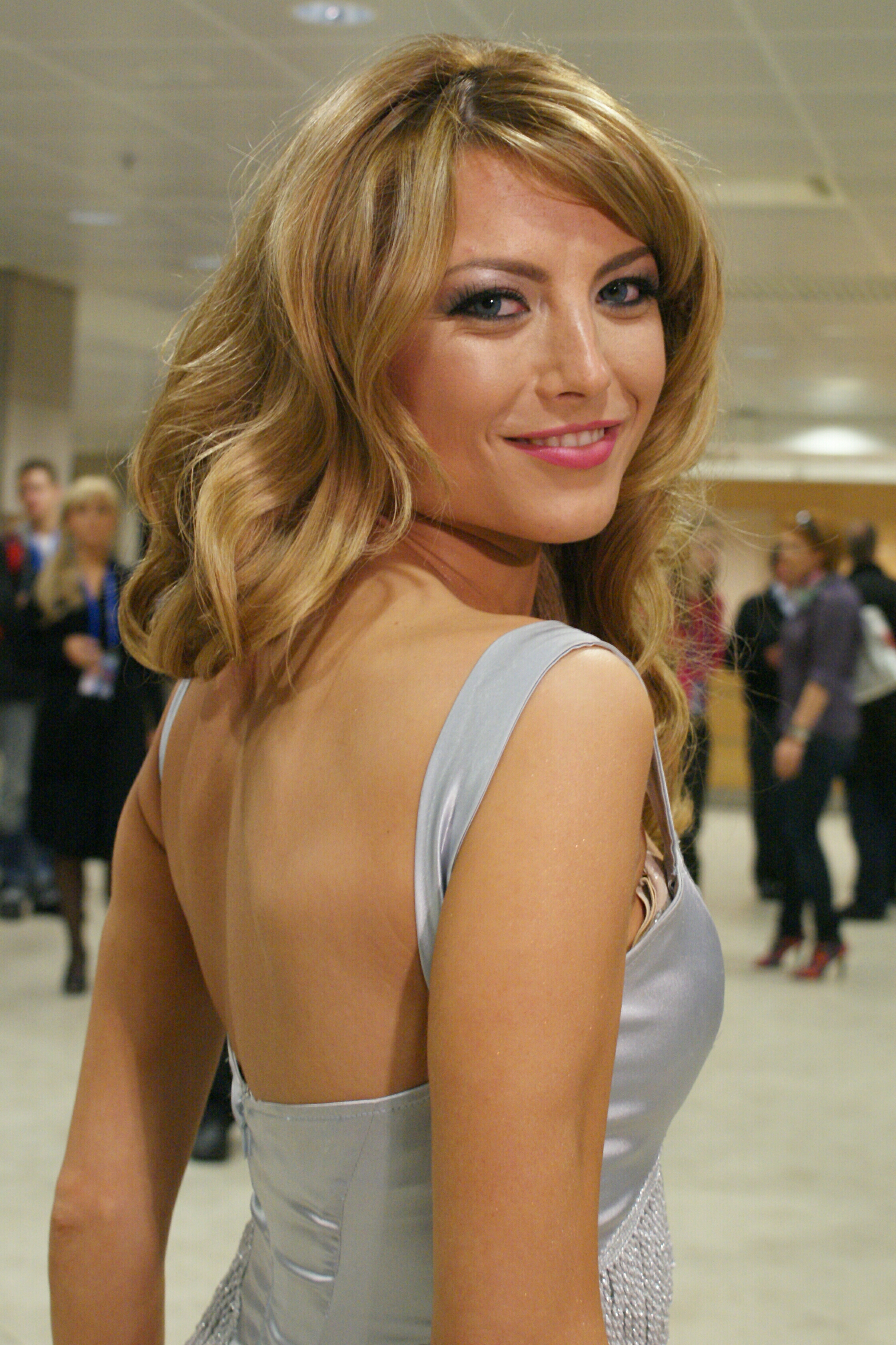
Elena Gheorghe, cântăreață română
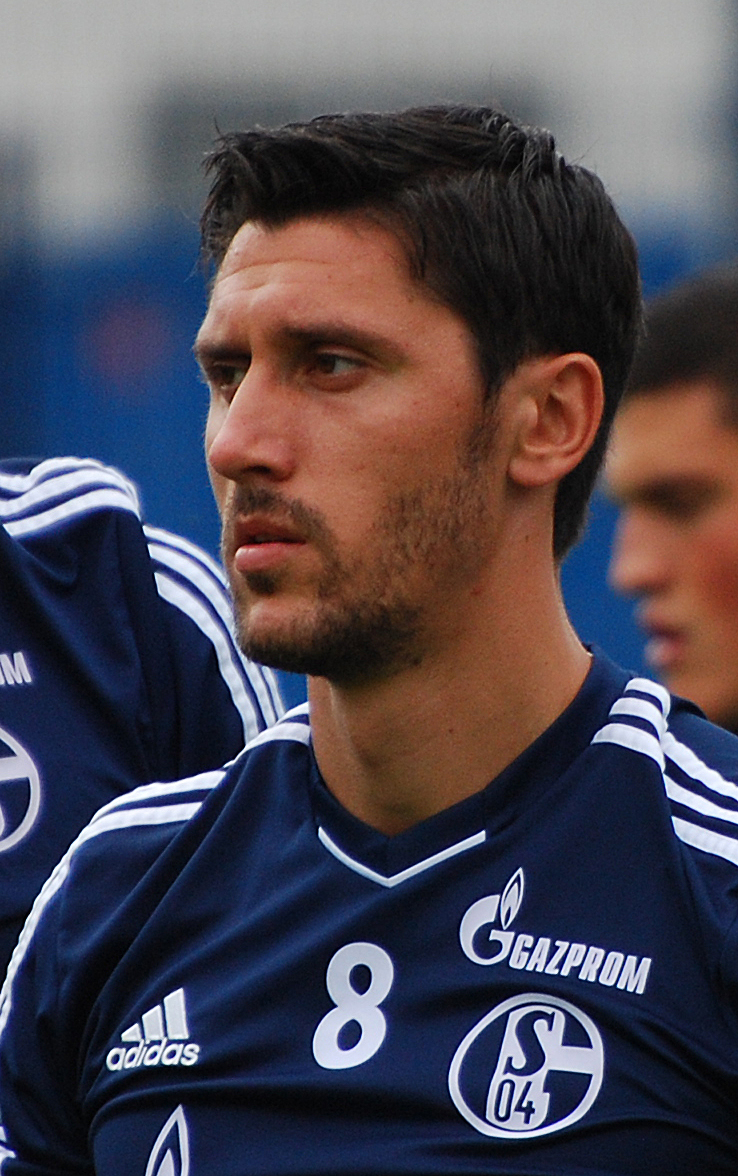
Ciprian Marica, fotbalist român
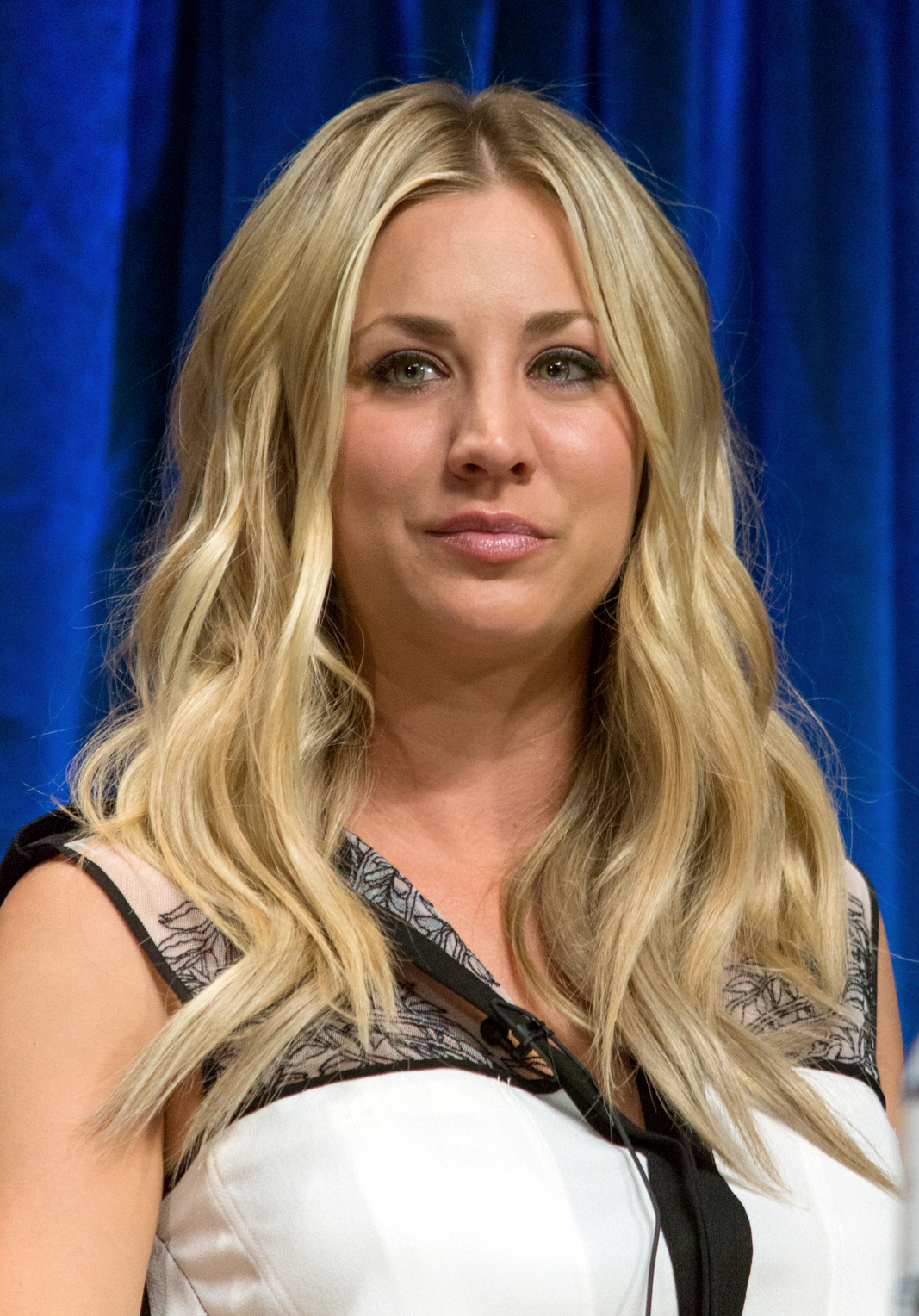
Kaley Cuoco, actriță americană

- 1 iulie: Léa Seydoux, actriță franceză
- 3 iulie: Djena (Desislava Valentinova Nedelceva), cântăreață bulgară
- 3 iulie: Dzhena, cântăreață bulgară
- 6 iulie: Maria Arredondo, cântăreață norvegiană
- 6 iulie: Melisa Sözen, actriță turcă
- 6 iulie: D. Woods (Wanita Woodgette), cântăreață americană
- 8 iulie: Albert Saritov, sportiv rus (lupte libere)
- 9 iulie: Aleksei Ceremisinov, scrimer rus
- 9 iulie: Ashley Young, fotbalist englez
- 9 iulie: Oana-Silvia Țoiu, politiciană română
- 10 iulie: Mario Gómez, fotbalist german
- 10 iulie: Park Chu-Young, fotbalist sud-coreean
- 10 iulie: Park Chu-young, fotbalist sud-coreean
- 11 iulie: Orestis Karnezis, fotbalist grec
- 12 iulie: Paulo Vitor Barreto, fotbalist brazilian
- 12 iulie: Maurice Dalé, fotbalist francez
- 12 iulie: Luiz Ejlli, cântăreț albanez
- 12 iulie: María Belén Pérez Maurice, scrimeră argentiniană
- 13 iulie: Adrian Ionescu (Adrian Mădălin Ionescu), fotbalist român
- 13 iulie: Guillermo Ochoa, fotbalist mexican
- 13 iulie: Adrian Ionescu (fotbalist), fotbalist român
- 14 iulie: Phoebe Waller-Bridge, actriță britanică
- 14 iulie: Billy Celeski, fotbalist australian
- 15 iulie: Burak Yılmaz, fotbalist turc
- 16 iulie: Leonid Rudenko, muzician rus
- 16 iulie: Răzvan-Ion Ursu, politician român
- 16 iulie: Dejan Jakovic, fotbalist canadian
- 18 iulie: Mara Navarria, scrimeră italiană
- 21 iulie: Filip Polášek, jucător slovac de tenis
- 22 iulie: Ryan Dolan, cântăreț britanic
- 24 iulie: Ciprian Mega, preot și cineast român
- 25 iulie: Stelios Parpas, fotbalist cipriot
- 25 iulie: Nelson Piquet jr. (Nelson Ângelo Tamsma Piquet Souto Maior), pilot brazilian de Formula 1
- 25 iulie: Nelson Piquet jr, pilot de curse auto brazilian
- 26 iulie: Gaël Clichy, fotbalist francez
- 26 iulie: Francisco Molinero, fotbalist spaniol
- 27 iulie: Daniel Gheorghe, politician român
- 28 iulie: Mathieu Debuchy, fotbalist francez
- 30 iulie: Elena Gheorghe, cântăreață aromână
- 30 iulie: Chris Guccione, jucător australian de tenis
- 30 iulie: Benjamin Kleibrink, scrimer german
- 30 iulie: Pintassilgo (Carlos Pedro Carvalho Sousa), fotbalist portughez
- 30 iulie: Ilena Gheorghi, cântăreață română
- 30 iulie: Ilena Gheorghi, cântăreață  aromână

### August
- 1 august: Andrei Mureșan, fotbalist român
- 1 august: Kris Stadsgaard, fotbalist danez
- 1 august: Michael Wiringi, rugbist român
- 1 august: Henry Lloyd-Hughes, actor britanic
- 1 august: Ilinca Manolache, actriță română
- 2 august: Laura Steinbach, handbalistă germană
- 3 august: Rubén Limardo, scrimer venezuelean
- 4 august: Mark Milligan, fotbalist australian
- 4 august: Antonio Valencia, fotbalist ecuadorian
- 5 august: Salomon Kalou, fotbalist ivorian
- 6 august: Bafétimbi Gomis, fotbalist francez
- 6 august: Florentina Olar-Spânu, fotbalistă română
- 6 august: Florentina Olar, fotbalistă română
- 8 august: Claudiu Voiculeț, fotbalist român
- 9 august: Filipe Luís (Filipe Luís Kasmirski), fotbalist brazilian
- 9 august: Dennis Marshall, fotbalist costarican (d. 2011)
- 11 august: Adina Meiroșu, fotbalistă română
- 12 august: Valentin Ursache, rugbist român
- 13 august: Jamesson Andrade (Jamesson Andrade de Brito), fotbalist brazilian
- 13 august: Ionelia Zaharia, canotoare română
- 14 august: Christian Gentner, fotbalist german
- 14 august: Marian Tănasă, fotbalist român
- 17 august: Victor Negrescu, profesor universitar și om politic român
- 18 august: Bryan Ruiz (Bryan Jafet Ruiz González), fotbalist costarican
- 18 august: Andreea Ibacka, actriță română
- 19 august: Daniela Herrero, cântăreață argentiniană
- 20 august: Álvaro Negredo, fotbalist spaniol
- 21 august: Boladé Apithy, scrimer francez
- 21 august: Laura Haddock (Laura Jane Haddock), actriță britanică
- 22 august: Kenta Chida, scrimer japonez
- 24 august: Abdoul Gafar Mamah, fotbalist togolez
- 25 august: Igor Burzanović, fotbalist muntenegrean
- 26 august: Ovidiu Dănănae, fotbalist român
- 27 august: Danica Curcic, actriță daneză
- 27 august: Nikica Jelavić, fotbalist croat
- 27 august: Gabriel Popa, fotbalist român
- 27 august: Alexandra Nechita, pictoriță româno-americană
- 28 august: Bianca Del Carretto, scrimeră italiană
- 28 august: Masahiko Inoha, fotbalist japonez
- 28 august: Marius Macare, fotbalist român
- 29 august: Gonzalo Jara, fotbalist chilian

### Septembrie
- 2 septembrie: Adam Nemec, fotbalist slovac (atacant)
- 2 septembrie: Robert Veselovsky, fotbalist slovac
- 3 septembrie: Scott Carson (Scott Paul Carson), fotbalist englez
- 4 septembrie: Raúl Albiol (Raúl Albiol Tortajada), fotbalist spaniol
- 6 septembrie: Koki Mizuno, fotbalist japonez
- 6 septembrie: Małgorzata Rejmer, scriitoare poloneză
- 7 septembrie: Rafinha (Márcio Rafael Ferreira de Souza), fotbalist brazilian
- 7 septembrie: Aliona Lanskaia, cântăreață bielorusă
- 8 septembrie: Tomasz Jodłowiec, fotbalist polonez
- 9 septembrie: Luka Modrici, fotbalist croat
- 10 septembrie: Andrei Ciumac, jucător de tenis din R. Moldova
- 10 septembrie: Laurent Koscielny, fotbalist francez
- 12 septembrie: Hiroki Mizumoto, fotbalist japonez
- 14 septembrie: Paolo Gregoletto (Paolo Francesco Gregoletto), muzician american (Trivium)
- 15 septembrie: Denis Calincov, fotbalist din R. Moldova
- 15 septembrie: Mihai Dina, fotbalist român
- 15 septembrie: Anca Rombescu, handbalistă română
- 16 septembrie: Dayro Moreno (Dayro Mauricio Moreno Galindo), fotbalist columbian (atacant)
- 16 septembrie: Nicolae-Miroslav Petrețchi, politician român
- 16 septembrie: Fábio Santos, fotbalist brazilian
- 16 septembrie: Madeline Zima, actriță americană
- 17 septembrie: Tomáš Berdych, jucător ceh de tenis
- 17 septembrie: Tomáš Hubočan, fotbalist slovac
- 17 septembrie: Aleksandr Ovecikin, jucător rus de hochei pe gheață
- 17 septembrie: Tupoutoʻa ʻUlukalala, prinț moștenitor al Regatului Tonga
- 19 septembrie: Song Joong-ki, actor sud-coreean
- 21 septembrie: Carolina Bang, actriță spaniolă
- 22 septembrie: Vladimir Branković, fotbalist sârb
- 22 septembrie: Fabian Kauter, scrimer elvețian
- 24 septembrie: Mihai Burciu, jurnalist român
- 24 septembrie: Eleanor Catton, scriitoare neozeelandeză
- 24 septembrie: Jonathan Soriano (Jonathan Soriano Casas), fotbalist spaniol
- 25 septembrie: Mihai-Alexandru Badea, politician român
- 26 septembrie: Mirela Nichita, handbalistă română
- 26 septembrie: Marcin Mroziński, cântăreț polonez
- 26 septembrie: Talulah Riley (Talulah Jane Riley-Milkburn), actriță britanică
- 26 septembrie: Dana Rogoz, actriță română de film și TV
- 27 septembrie: Ibrahim Touré (Ibrahim Oyala Touré), fotbalist ivorian (atacant), (d. 2014)
- 30 septembrie: Cristian Rodríguez (Cristian Gabriel Rodríguez Barotti), fotbalist uruguayan

### Octombrie
- 1 octombrie: Catrinel Menghia, fotomodel și actriță română
- 1 octombrie: Dušan Savić, fotbalist macedonean
- 2 octombrie: Ciprian Marica (Ciprian Andrei Marica), fotbalist român (atacant)
- 8 octombrie: Bruno Mars (n. Peter Gene Hernandez), cântăreț american
- 8 octombrie: Simone Bolelli, jucător italian de tenis
- 10 octombrie: Marina and the Diamonds, cantautoare galeză
- 10 octombrie: José Nadson Ferreira, fotbalist brazilian
- 12 octombrie: Gheorghe Ovseanicov, fotbalist din R. Moldova
- 12 octombrie: Sérgio Fernando Silva Rodrigues, fotbalist portughez
- 14 octombrie: Sherlyn (Sherlyn Montserrat González Díaz), actriță mexicană
- 14 octombrie: Kira Rudîk, politiciană ucraineană
- 15 octombrie: Li Guojie, scrimer chinez
- 15 octombrie: Walter López, fotbalist uruguayan
- 17 octombrie: Krisztián Pogacsics, fotbalist maghiar
- 20 octombrie: Emőke Szőcs, biatlonistă și fondistă româno-maghiară
- 22 octombrie: Deontay Wilder (Deontay Leshun Wilder), pugilist american
- 23 octombrie: Sabina Cojocar (Sabina Carolina Cojocar), cântăreață și sportivă română (gimnastică artistică)
- 24 octombrie: Georgian Păun, fotbalist român
- 24 octombrie: Giordan Watson (Giordan Lee Watson), baschetbalist româno-american
- 26 octombrie: Kafoumba Coulibaly, fotbalist ivorian
- 27 octombrie: Laurisa Landre, handbalistă franceză
- 28 octombrie: Salih Jaber, fotbalist irakian
- 29 octombrie: Laura-Charlotte Syniawa, actriță germană
- 30 octombrie: Ragnar Klavan, fotbalist estonian

### Noiembrie
- 1 noiembrie: Sânziana Târța, actriță română
- 4 noiembrie: Marcell Jansen, fotbalist german
- 6 noiembrie: Shayne Lamas (Shayne Dahl Lamas), actriță americană
- 10 noiembrie: Aleksandar Kolarov, fotbalist sârb
- 12 noiembrie: Adlène Guedioura, fotbalist algerian
- 12 noiembrie: Bojan Marković, fotbalist bosniac
- 13 noiembrie: Andrea Penezić, handbalistă croată
- 13 noiembrie: Andrea Kobetić, handbalistă croată
- 14 noiembrie: Thomas Vermaelen, fotbalist belgian
- 15 noiembrie: Jeffree Star (n. Jeffrey Lynn Steininger Jr.), cântăreț, compozitor, make-up artist, designer de modă, celebritate online și model american
- 16 noiembrie: Kristina Kuusk, scrimeră estonă
- 16 noiembrie: Sanna Marin, politiciană finlandeză
- 18 noiembrie: Allyson Michelle Felix Oly, atletă americană
- 18 noiembrie: Andrei Rohețki, fotbalist român
- 21 noiembrie: Jesús Navas, fotbalist spaniol
- 22 noiembrie: Asamoah Gyan, fotbalist ghanez
- 22 noiembrie: Gaston Mendy, fotbalist senegalez
- 22 noiembrie: Raluca Strămăturaru, sportivă română
- 25 noiembrie: Marit Malm Frafjord, handbalistă norvegiană
- 25 noiembrie: Yuki Ota, scrimer japonez
- 26 noiembrie: Octavian Drăghici, fotbalist român
- 28 noiembrie: Landry N'Guémo, fotbalist camerunez
- 28 noiembrie: Álvaro Pereira, fotbalist uruguayan
- 28 noiembrie: Shy'm (Tamara Marthe), cântăreață franceză
- 30 noiembrie: Kaley Cuoco (Kaley Christine Cuoco), actriță americană
- 30 noiembrie: Hikari Mitsushima, actriță japoneză
- 30 noiembrie: Iulia Snopova, handbalistă ucraineană

### Decembrie
- 1 decembrie: Nathalie Moellhausen, scrimeră italiană
- 4 decembrie: Ibtihaj Muhammad, scrimeră americană
- 4 decembrie: Krista Siegfrids, cântăreață finlandeză
- 5 decembrie: Constantin Cosmin Costea, fotbalist român
- 5 decembrie: André-Pierre Gignac, fotbalist francez
- 5 decembrie: Jürgen Gjasula, fotbalist german
- 5 decembrie: Roxana Lupu, actriță română
- 5 decembrie: Eric de Oliveira (Eric de Oliveira Pereira), fotbalist brazilian
- 5 decembrie: Eric de Oliveira, fotbalist brazilian
- 6 decembrie: Florina Chintoan, handbalistă română
- 7 decembrie: Maximilian Haas, fotbalist german
- 7 decembrie: Nicolae Constantin Tănase, regizor de film, român
- 7 decembrie: Ciprian Ciubuc, politician român
- 8 decembrie: Dwight Howard, baschetbalist american
- 8 decembrie: Andrei Prepeliță, fotbalist și antrenor român
- 10 decembrie: Vincent Bueno, cântăreț filipinez
- 10 decembrie: Lê Công Vinh, fotbalist vietnamez
- 12 decembrie: Cristian Boldea, fotbalist român
- 14 decembrie: Jakub Błaszczykowski, fotbalist polonez
- 14 decembrie: Juan Camilo Zúñiga, fotbalist columbian
- 15 decembrie: Adi Rocha (Adi Rocha Sobrinho Filho), fotbalist brazilian
- 16 decembrie: Aylin Cadîr, cântăreață română de etnie turcă
- 16 decembrie: Stanislav Manolev, fotbalist bulgar
- 18 decembrie: Alexandra Murăruș, actriță de teatru, film și traducătoare română
- 18 decembrie: Vlad Corbeanu, actor român
- 19 decembrie: Andrea Baldini, scrimer italian
- 19 decembrie: Gary Cahill (Gary James Cahill), fotbalist britanic
- 19 decembrie: Carolin Golubytskyi, scrimeră germană
- 19 decembrie: Tadanari Lee, fotbalist japonez
- 22 decembrie: Ciprian-Constantin Șerban, politician român
- 23 decembrie: Arcángel, cântăreț american
- 25 decembrie: Franziska Schaub, fotomodel german
- 25 decembrie: Maria-Gabriela Horga, politiciană română
- 25 decembrie: Rusev (Miroslav Barnyashev), wrestler profesionist bulgar
- 26 decembrie: Marija Jovanović, handbalistă muntenegreană
- 26 decembrie: Kunimitsu Sekiguchi, fotbalist japonez
- 27 decembrie: Adil Rami, fotbalist francez
- 29 decembrie: Nicolas Limbach, scrimer german
- 30 decembrie: Gueye Mansour, fotbalist senegalez

## Decese

### Ianuarie
- 11 ianuarie: Teodor Tatos, 83 ani, avocat român (n. 1901)
- 14 ianuarie: Lama Anagarika Govinda (n. Ernst Lothar Hoffman), 86 ani, scriitor german (n. 1898)
- 17 ianuarie: Irina Codreanu, 88 ani, artistă plastică română (n. 1896)
- 17 ianuarie: Sorin Titel, 49 ani, scriitor român (n. 1935)
- 19 ianuarie: Eric Voegelin (Erich Hermann Wilhelm Vögelin), 84 ani, filosof american (n. 1901)
- 20 ianuarie: Maria Moreanu, 71 ani, solistă română de operă (mezzo-soprană), (n. 1913)
- 27 ianuarie: Ioan Massoff, 80 ani, jurnalist român (n. 1904)
- 27 ianuarie: Ionel Pop, 95 ani, scriitor român (n. 1889)
- 28 ianuarie: Paul Wittmann, 84 ani, compozitor român (n. 1900)
- 31 ianuarie: Józef Mackiewicz, 82 ani, scriitor polonez (n. 1902)

### Februarie
- 1 februarie: Grigore Hagiu, 51 ani, poet român (n. 1933)
- 4 februarie: Nae Roman (n. Nicolae Constantinescu), 75 ani, actor de revistă și solist român de operetă (n. 1909)
- 8 februarie: Alexandru Popa, 54 ani, istoric român (n. 1930)
- 8 februarie: Ioan Sima, 86 ani, pictor român (n. 1898)
- 14 februarie: Mugur Iulian Călinescu, 19 ani, luptător român împotriva regimului totalitar (n. 1965)

### Martie

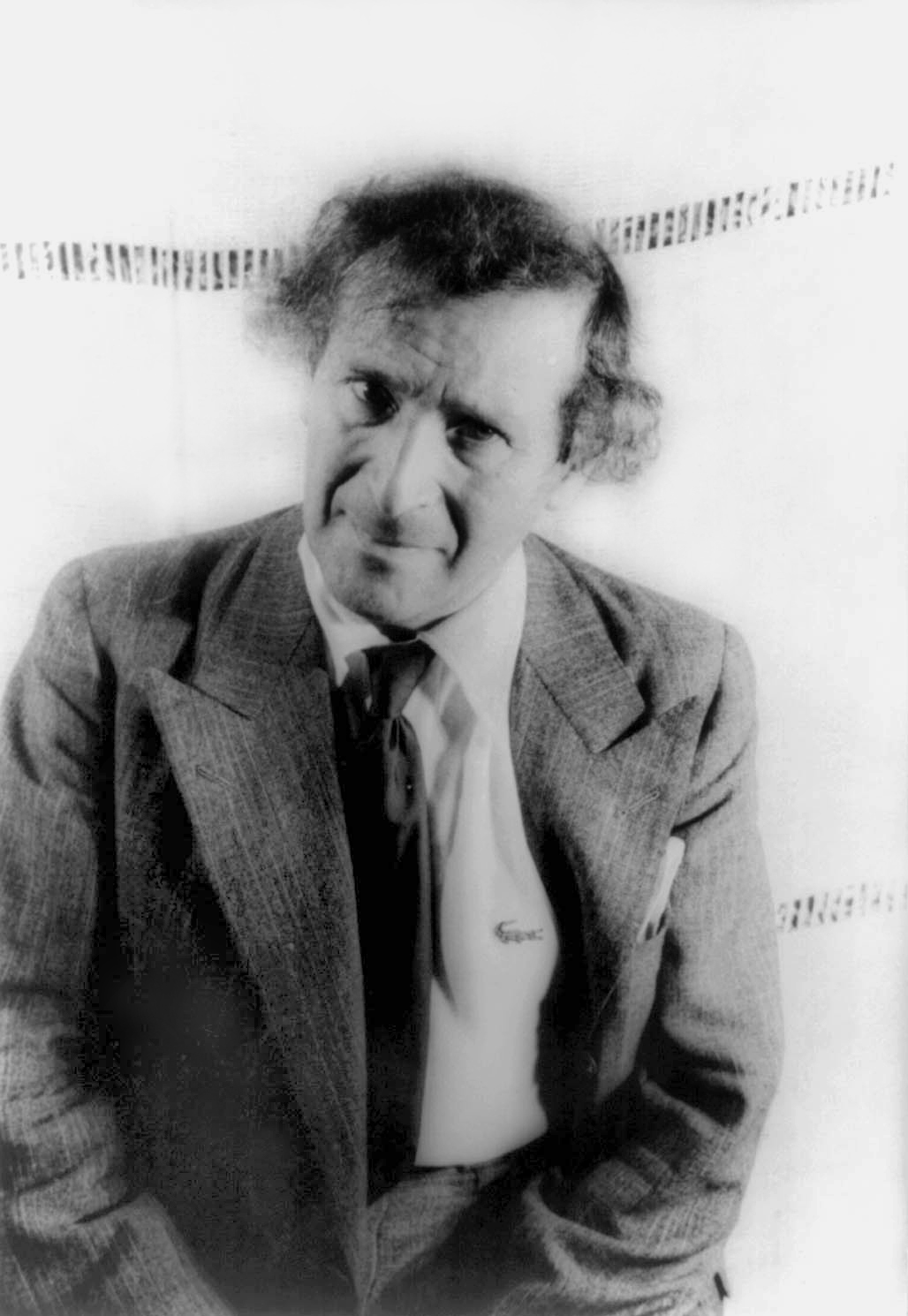
Marc Chagall, pictor francez născut în Belarus
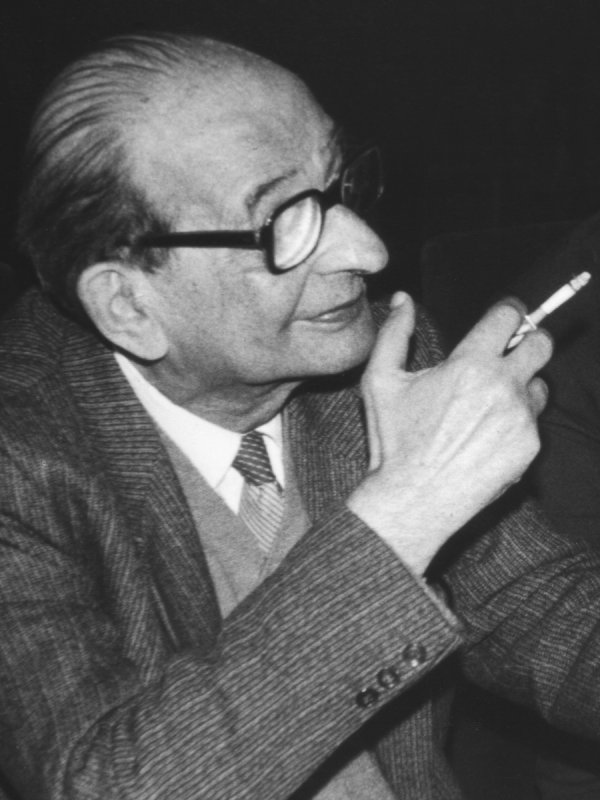
Șerban Țițeica, fizician și profesor universitar român
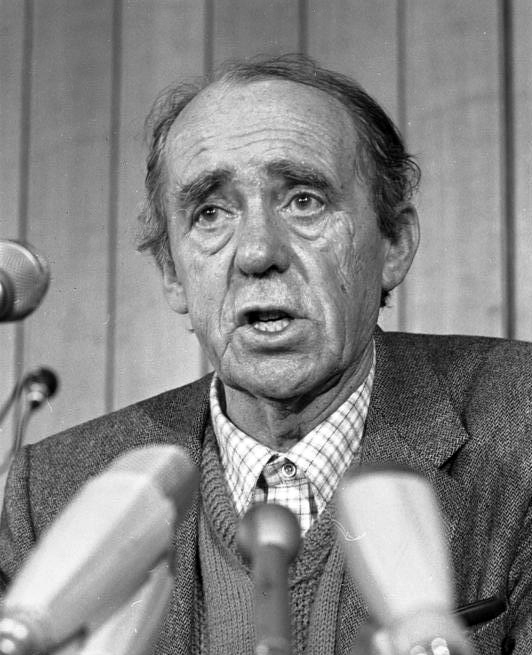
Heinrich Böll, scriitor, dramaturg, romancier și poet german, laureat al Premiului Nobel

- 2 martie: Haralambie Mihăescu, 78 ani, filolog român (n. 1907)
- 8 martie: Edward Andrews, 70 ani, actor american (n. 1914)
- 8 martie: Kim Yong-Sik, 74 ani, fotbalist japonez (n. 1910)
- 10 martie: Konstantin Cernenko, 73 ani, secretar general rus al PCUS (1984-1985), (n. 1911)
- 21 martie: Michael Scudamore Redgrave, 77 ani, actor britanic (n. 1908)
- 27 martie: Pompiliu Marcea, 56 ani, critic literar român (n. 1928)
- 28 martie: Marc Chagall (n. Мовшa Хацкелевич Шагалов), 98 ani, pictor francez născut în Belarus (n. 1887)

### Aprilie
- 7 aprilie: Constantin Papanace, 80 ani, economist, autor, istoric și publicist român de etnie aromână, membru al Mișcării Legionare (n. 1904)
- 25 aprilie: Spiru Chintilă, 63 ani, pictor român (n. 1921)
- 25 aprilie: Ioan Dragomir, 79 ani, episcop român (n. 1905)
- 25 aprilie: Uku Masing, 75 ani, filosof estonian (n. 1909)
- 30 aprilie: Sándor Török, 81 ani, scriitor maghiar (n. 1904)

### Mai
- 10 mai: Toni Branca, 68 ani, pilot elvețian Formula 1 (n. 1916)
- 28 mai: Șerban Țițeica, 77 ani, fizician și profesor universitar român, membru titular (1955) și vicepreședinte (1965-1985) al Academiei Române (n. 1908)

### Iunie
- 6 iunie: Vladimir Jankélévitch, 81 ani, filosof francez (n. 1903)
- 12 iunie: Katinka Andrássy, 92 ani, contesă maghiară, soția premierului Mihály Károlyi (n. 1892)

### Iulie
- 6 iulie: Andrew Cardozo Fluegelman, 41 ani, editor american (n. 1943)
- 8 iulie: Simon Kuznets, 84 ani, economist de etnie ucraineană, laureat al Premiului Nobel (1971), (n. 1901)
- 12 iulie: Alexandru Bidirel, 66 ani, rapsod popular român, din Bucovina (n. 1918)
- 12 iulie: Ștefan Manciulea, 90 ani, istoric român (n. 1894)
- 16 iulie: Heinrich Theodor Böll, 67 ani, scriitor, romancier, dramaturg și poet german, laureat al Premiului Nobel (1972), (n. 1917)
- 17 iulie: Susanne Langer, 89 ani, filosoafă americană (n. 1895)
- 18 iulie: Aurel Ciupe, 85 ani, pictor român (n. 1900)

### August
- 7 august: Alan Fitch, 70 ani, politician britanic (n. 1915)
- 19 august: Henri Flammarion, 75 ani, editor francez (n. 1910)
- 22 august: Octavian Cotescu (n. Octavian Coteț), 54 ani, actor român de film și teatru (n. 1931)

### Septembrie
- 5 septembrie: Tibor Csorba, 79 ani, artist maghiar (n. 1906)
- 6 septembrie: Heydar Ghiai, 62 ani, arhitect iranian (n. 1922)
- 7 septembrie: George Pólya, 97 ani, matematician maghiar (n. 1887)
- 9 septembrie: Árpád Árvay, 83 ani, jurnalist român (n. 1902)
- 9 septembrie: Manole Bodnăraș, 76 ani, comunist român (n. 1909)
- 10 septembrie: Ernst Öpik, 91 ani, astronom și astrofizician estonian (n. 1893)
- 20 septembrie: Taizo Kawamoto, 71 ani, fotbalist japonez (n. 1914)
- 20 septembrie: Ernest Nagel, 83 ani, filosof american (n. 1901)
- 26 septembrie: Yona Wallach, 41 ani, poetă israeliană (n. 1944)
- 30 septembrie: Simone Signoret (n. Simone Kaminker), 64 ani, actriță franceză (n. 1921)

### Octombrie
- 1 octombrie: Alexandru Obreja, geograf român (n. 1908)
- 2 octombrie: Rock Hudson (n. Roy Harold Scherer Jr.), 59 ani, actor american (n. 1925)
- 4 octombrie: Prințesa Eudoxia a Bulgariei (n. Eudoxia Augusta Philippine Clementine Maria), 87 ani, prințesă Bulgară (n. 1898)
- 8 octombrie: Riccardo Bacchelli, 94 ani, scriitor italian (n. 1891)
- 10 octombrie: Yul Brynner (n. Iuli Borisovici Briner), 65 ani, actor american de etnie evreiască (n. 1920)
- 10 octombrie: Orson Welles (George Orson Welles), 70 ani, regizor, actor și scenarist american (n. 1915)
- 11 octombrie: Alex La Guma, 60 ani, romancier sud-african (n. 1925)
- 20 octombrie: Marius Robescu, 42 ani, poet român (n. 1943)
- 27 octombrie: Alice Botez, 71 ani, scriitoare română (n. 1914)

### Noiembrie
- 1 noiembrie: Phil Silvers (n. Philip Silversmith), 74 ani, actor american (n. 1911)
- 17 noiembrie: Gheorghe Ursu, 59 ani, inginer, poet, scriitor și dizident român (n. 1926)
- 24 noiembrie: René Barjavel, 74 ani, scriitor francez (n. 1911)
- 25 noiembrie: Elsa Morante, 73 ani, romancieră italiană (n. 1912)
- 27 noiembrie: Stanisław Dobrowolski, 78 ani, poet polonez (n. 1907)
- 27 noiembrie: André Hunebelle, 89 ani, regizor francez de film (n. 1896)
- 30 noiembrie: Béla Gy. Szabó, 80 ani, ilustrator român (n. 1905)

### Decembrie
- 6 decembrie: Denis de Rougemont, 79 ani, scriitor elvețian (n. 1906)
- 8 decembrie: Cornel Bodea, 82 ani, chimist român (n. 1903)
- 12 decembrie: Anne Baxter, 62 ani, actriță americană (n. 1923)
- 17 decembrie: Liviu Rusu, 84 ani, psiholog, estetician și cercetător român (n. 1901)
- 21 decembrie: Kamatari Fujiwara, 80 ani, actor japonez (n. 1905)
- 28 decembrie: Gheorghe I. Năstase, 89 ani, politician din R. Moldova și geograf român (n. 1896)
- 31 decembrie: Nicolae Kirculescu, 82 ani, compozitor român (n. 1903)

## Premii Nobel
- Fizică: Klaus von Klitzing (Germania)
- Chimie: Herbert A. Hauptman (SUA), Jerome Karle (SUA)
- Medicină: Michael Stuart Brown (SUA), Joseph L. Goldstein (SUA)
- Literatură: Claude Simon (Franța)
- Pace: Organizația Internațională „Fizicienii pentru Prevenirea Războiului Nuclear”